# FK Rjazan (2010)
FK Rjazan (Russisch: Футбольный Клуб Рязань, Foetbolny Kloeb Spartak Rjazan) is een Russische voetbalclub uit Rjazan, de hoofdstad van de gelijknamige oblast.

## Geschiedenis
De club werd opgericht in 2010 als Zvezda Rjazan en begon in de tweede divisie, waar ze de vrijgekomen plaats van FK Rjazan in namen. De club eindigde op de elfde plaats. Na een paar seizoenen in de middenmoot nam de club in 2014 de naam FK Rjazan aan, al heeft de club niets te maken met de gelijknamige voorganger. In 2015 werd de club met grote achterstand op Fakel Voronezj vicekampioen. Het volgende seizoen werd de club derde. 